# BMX aux Jeux olympiques d'été de 2020
Navigation
Rio de Janeiro 2016 Paris 2024
Le BMX aux Jeux olympiques d'été de 2020 est l'une des épreuves de cyclisme au programme des Jeux olympiques d'été de 2020 à Tokyo, au Japon. Il se compose de deux disciplines : le racing, épreuve olympique depuis 2008, et le freestyle, olympique pour la première fois. Les épreuves ont lieu du 29 juillet 2021 au 1er août 2021.

## Préparation de l'événement

### Désignation du pays hôte
La liste des six villes requérantes des Jeux olympiques de 2020 est annoncée par le CIO le 2 septembre 2011. La ville de Rome retire sa candidature la veille du dépôt définitif des dossiers, le 14 février 2012. Doha et Bakou sont ensuite éliminées par le CIO.
Les trois villes restantes en lice sont Istanbul, Tokyo et Madrid. Les projets japonais et espagnol sont beaucoup moins chers que le projet de la Turquie. À Tokyo, les épreuves doivent se tenir, pour 85 % d'entre elles, à moins de 8 kilomètres du village olympique, et Madrid compte réutiliser un grand nombre d'équipements sportifs déjà construits.
Lors du vote de la 125e session du Comité international olympique tenu le 7 septembre 2013 à Buenos Aires, Madrid est éliminée au premier tour et Tokyo l'emporte sur Istanbul au deuxième tour.

### Lieu de la compétition
Les épreuves de BMX se déroulent à l'Olympic BMX Course, un nouveau bâtiment construit à Tokyo.

### Modifications des épreuves
Les quotas changent en BMX racing : on compte désormais 24 participants hommes et autant de femmes, tandis que les années précédentes, 32 hommes et 16 femmes s'affrontaient. Si dans la compétition précédente, quatre pays pouvaient envoyer trois sportifs, seuls deux pays peuvent le faire en 2020.

## Qualifications

### Processus de qualifications

#### BMX racing
Le processus de qualifications aux Jeux olympiques est publié par le CIO le 29 mars 2018, et le circuit de qualifications commence le premier septembre 2018.
La première phase de la qualification s'étale du 1er septembre 2018 au 1er juin 2020 et inclut les championnats du monde 2019 et 2020, les quatorze meilleurs résultats en coupe du monde de l'UCI, le meilleur score aux circuits continentaux de cyclisme, les trois meilleurs scores aux courses hors-catégories du circuit, les sept meilleurs scores des événements de catégorie C1, et les championnats nationaux de chaque pays en 2019.
Les deux pays les mieux classés à l'issue du circuit ont trois places libres pour leurs sportifs. Les deux pays suivants ont deux places, et cinq autres pays peuvent qualifier une personne. Ensuite, parmi les pays non qualifiés, les trois pays avec le meilleur classement individuel au 20 juin 2020 reçoivent une place chacun. Enfin, les championnats du monde 2020 permettent de qualifier les deux pays dont les représentants sont les mieux classés, pour une place chacun.
Le Japon qualifie par défaut un homme et une femme, à moins de ne se qualifier avec une autre compétition, ce qui ouvre une place pour un autre pays. Si une place est laissée libre, l'Union cycliste internationale redistribue la place en tentant d'assurer que chaque continent est représenté.

#### BMX freestyle
En BMX freestyle, qui est une nouvelle épreuve, chaque pays peut envoyer au maximum 2 compétiteurs de chaque sexe. Une place est accordée au pays hôte, le Japon, et 8 places sont assurées par qualifications. On compte donc 18 compétiteurs au total.
Pour se qualifier, tout cycliste doit avoir plus de 11 ans et avoir gagné au moins 10 points au classement individuel élite BMX Freestyle Park établi le 12 mai 2020 par l'UCI.
6 places sont établies par le classement au 12 mai 2020. Ce classement permet à un pays de qualifier deux compétiteurs et à quatre autres pays de qualifier une personne. Le classement par pays est établi en additionnant le nombre de points des deux cyclistes les mieux classés du pays entre le 1er novembre 2018 et le 11 mai 2020. Ce classement s'appuie sur les championnats du monde de cyclisme urbain de 2018 et 2019, les 6 meilleurs résultats en Coupe du Monde, le résultat le plus récent en championnats continentaux, les 6 meilleurs résultats en compétition de catégorie 1 et les championnats nationaux 2019.
Après le 11 mai 2020, les deux sportifs par sexe les mieux classés aux Championnats du monde de BMX 2019 et non qualifiés par leur classement au 12 mai sont qualifiés, à raison d'une place par comité national olympique. Les places doivent être confirmés sous 14 jours après le 19 mai, soit le 2 juin. Après l'éventuelle réattribution des places refusées, les inscriptions nominatives se ferment le 6 juillet 2020, 18 jours avant le début des Jeux olympiques.

## Déroulement de la compétition

### Programme
| S | Séries/Tours préliminaires | ¼ | Quarts de finale | ½ | Demi-finales | F | Finale |

| Compétition ↓ / Date → | Sam 24 | Dim 25 | Lun 26 | Mar 27 | Mer 28 | Jeu 29 | Ven 30 | Ven 30 | Sam 31 | Dim 1 |
| ---------------------- | ------ | ------ | ------ | ------ | ------ | ------ | ------ | ------ | ------ | ----- |
| BMX freestyle          |        |        |        |        |        |        |        |        |        |       |
| BMX freestyle hommes   |        |        |        |        |        |        |        |        | S      | F     |
| BMX freestyle femmes   |        |        |        |        |        |        |        |        | S      | F     |
| BMX racing             |        |        |        |        |        |        |        |        |        |       |
| BMX racing hommes      |        |        |        |        |        | ¼      | ½      | F      |        |       |
| BMX racing femmes      |        |        |        |        |        | ¼      | ½      | F      |        |       |

### Résultats
| Podiums   | Or                    | Argent         | Bronze          |
| --------- | --------------------- | -------------- | --------------- |
| Hommes    |                       |                |                 |
| Freestyle | Logan Martin          | Daniel Dhers   | Declan Brooks   |
| Racing    | Niek Kimmann          | Kye Whyte      | Carlos Ramírez  |
| Femmes    |                       |                |                 |
| Freestyle | Charlotte Worthington | Hannah Roberts | Nikita Ducarroz |
| Racing    | Beth Shriever         | Mariana Pajón  | Merel Smulders  |

### Tableau des médailles
| Rang  | Nation          | Or | Argent | Bronze | Total |
| ----- | --------------- | -- | ------ | ------ | ----- |
| 1     | Grande-Bretagne | 2  | 1      | 1      | 4     |
| 2     | Pays-Bas        | 1  | 0      | 1      | 2     |
| 3     | Australie       | 1  | 0      | 0      | 1     |
| 4     | Colombie        | 0  | 1      | 1      | 2     |
| 5     | États-Unis      | 0  | 1      | 0      | 1     |
| 5     | Venezuela       | 0  | 1      | 0      | 1     |
| 7     | Suisse          | 0  | 0      | 1      | 1     |
| Total | Total           | 4  | 4      | 4      | 12    |